# Oleandrina
La oleandrina es un glucósido cardíaco tóxico que se encuentra en Nerium oleander.  Junto con la neandrina son los principales responsables de la toxicidad de la savia de N. oleander o adelfa.
La ingestión de N. oleander puede causar efectos gastrointestinales y cardíacos. Los primeros pueden consistir en náusea y vómito,  salivación excesiva, dolor abdominal, diarrea que puede contener sangre o no, y especialmente en caballos, cólicos. Las reacciones cardíacas consisten en ritmo cardíaco irregular, algunas veces caracterizado por un ritmo acelerado al principio que luego se hace más lento que lo normal al avanzar la reacción. El corazón puede además latir erráticamente sin ningún signo de un ritmo específico. Las extremidades pueden ponerse pálidas y frías debido a la pobre e irregular circulación de la sangre.  Las reacciones al envenenamiento por esta planta también pueden afectar el sistema nervioso central. Estos síntomas pueden incluir somnolencia, temblores o espasmos de los músculos, convulsiones, colapso e incluso coma que puede llevar a la muerte.  La savia de N. oleander puede causar irritación de la piel, inflamación e irritación severas de los ojos, y reacciones alérgicas caracterizadas por dermatitis.